# Jens Filbrich
Jens Filbrich (Suhl, RDA, 13 de marzo de 1979) es un deportista alemán que compitió en esquí de fondo. Es hijo de la esquiadora de fondo Sigrun Krause.
Participó en cuatro Juegos Olímpicos de Invierno, entre los años 2002 y 2014, obteniendo dos medallas en la prueba de relevo, bronce en Salt Lake City 2002 (junto con Andreas Schlütter, Tobias Angerer y René Sommerfeldt) y plata en Turín 2006 (con Tobias Angerer, Andreas Schlütter y René Sommerfeldt).
Ganó siete medallas en el Campeonato Mundial de Esquí Nórdico entre los años 2001 y 2011.

## Palmarés internacional
| Juegos Olímpicos   | Juegos Olímpicos                | Juegos Olímpicos  | Juegos Olímpicos     |
| Año                | Lugar                           | Medalla           | Prueba               |
| ------------------ | ------------------------------- | ----------------- | -------------------- |
| 2002               | Salt Lake City (Estados Unidos) | Medalla de bronce | Relevo 4 × 10 km     |
| 2006               | Turín (Italia)                  | Medalla de plata  | Relevo 4 × 10 km     |
| Campeonato Mundial |                                 |                   |                      |
| Año                | Lugar                           | Medalla           | Prueba               |
| 2001               | Lahti (Finlandia)               | Medalla de bronce | Relevo 4 × 10 km     |
| 2003               | Val di Fiemme (Italia)          | Medalla de plata  | Relevo 4 × 10 km     |
| 2005               | Oberstdorf (Alemania)           | Medalla de plata  | Velocidad por equipo |
| 2005               | Oberstdorf (Alemania)           | Medalla de plata  | Relevo 4 × 10 km     |
| 2007               | Sapporo (Japón)                 | Medalla de bronce | 50 km                |
| 2009               | Liberec (República Checa)       | Medalla de plata  | Relevo 4 × 10 km     |
| 2011               | Oslo (Noruega)                  | Medalla de bronce | Relevo 4 × 10 km     |